# كنولس (أوكلاهوما)
كنولس (بالإنجليزية: Knowles, Oklahoma)‏ هي بلدة أمريكية تقع في الولايات المتحدة في مقاطعة بيفر، أوكلاهوما. يقدر عدد سكانها بـ 11 نسمة ومساحتها 0.5 كم2 وترتفع عن سطح البحر 774 متر.